# 박희성 (1990년)
박희성(朴喜星, 1990년 4월 7일 ~ )은 대한민국의 전직 축구 선수이다. 현역 시절 FC 서울, 김해 FC 2008, 전남 드래곤즈에서 공격수로 활동했으며, 2010년 아시안 게임 동메달리스트이다.

## 프로 입단 전
전라남도 여수시 출생으로 188cm의 신장을 가진 장신 공격수로 불렸고 미평초등학교, 여수구봉중학교, 이리고등학교를 거쳐 2009년 고려대학교에서 뛰었을 당시 탁월한 득점력으로 인해 ' 고대 앙리'라는 별칭이 붙었다.

## 클럽 경력

### FC 서울
2013 K리그 드래프트에서 FC 서울에 1순위로 지명을 받아 입단한 뒤 포항 스틸러스와의 2013년 K리그1 1라운드 경기에서 프로 데뷔전을 치렀으며 인천 유나이티드와의 2라운드 경기에서는 K리그 데뷔골을 멋진 헤더골로 장식하면서 서울 팬들의 기대감도 높아지기 시작했다.
그러나 이후 데얀 다먀노비치, 세르히오 에스쿠데로 등의 백업으로 밀려나는 등 이렇다할 활약은 없었고 팀은 리그 4위로 2014년 AFC 챔피언스리그에 진출하긴 했지만 2013 시즌 15경기 1골·1어시스트라는 초라한 성적으로 시즌을 마감했다.
2014 시즌에서도 팀은 리그 3위로 2회 연속 챔피언스리그 무대를 밟은데 이어 2014년 AFC 챔피언스리그 4강, 2014년 FA컵 준우승 등의 준수한 성적을 남겼지만 정작 본인은 19경기 2골에 그치는 등 부진을 거듭했고 2015 시즌에서도 박주영, 아드리아노, 서브 공격수 윤주태와의 주전 경쟁에서 완전히 밀려나면서 2경기 출전에 그쳤다.
2015 시즌을 마친 후 국방의 의무를 수행하기 위해 상주 상무에 입대하기로 결정했지만 2시즌동안 상무에서도 20경기 3골에 그치는 등 이렇다할 활약을 펼치지 못했고 2017년 9월 FC 서울로 복귀했으나 2017 시즌 1경기 출전에 그치는 등 서울 복귀 이후에도 그다지 뛰어난 활약을 펼치지 못한 채 결국 2020 시즌을 앞두고 K3리그의 김해시청으로 이적했다.

### 김해시청
김해시청으로 이적 후 2020 시즌 21경기 9골·7어시스트의 맹활약으로 김해시청의 K3리그 초대 챔피언 등극에 기여하며 선수 데뷔 이후 처음으로 우승의 기쁨을 맛본 것은 물론 K3·K4리그 시상식에서도 2020 시즌 K3리그 베스트 11에 선정되는 겹경사를 맞이했다.

### 전남 드래곤즈
2020 시즌 김해시청에서의 활약을 바탕으로 2021 시즌을 앞두고 고향팀이자 K리그2 소속팀인 전남 드래곤즈로 둥지를 튼 뒤 2021 시즌 리그 17경기 2어시스트를 기록했고 2021년 FA컵에서는 무려 4골로 FA컵 득점왕에 오르며 고향팀 전남의 14년만의 통산 4번째 FA컵 우승이자 통산 3번째 AFC 챔피언스리그 진출의 일등공신이 되었다.

## 국가대표팀 경력
고려대학교에서의 활약에 힘입어 대한민국 U-20 대표팀의 일원으로 2009년 FIFA U-20 월드컵 본선 엔트리에 합류하여 팀의 8강 진출에 기여했고 가나와의 8강전에서 1골을 기록했으나 팀은 2-3으로 석패하며 26년만의 U-20 월드컵 4강 진출은 아쉽게도 이뤄지지 못했다.
그 후 U-23 대표팀 소속으로 이듬해에 열린 2010년 아시안 게임에도 참가하여 팔레스타인과의 C조 조별리그 최종전에서 쐐기골을 터뜨리는 등 U-23 대표팀의 주축 선수로도 맹활약하며 팀의 8년만의 아시안 게임 동메달에 일조했으나 4강에서 아랍에미리트에 패하며 금메달 획득에는 실패했다.

## 수상

### 클럽
FC 서울
- K리그1 : 4위 (2013)
- 코리아컵 : 준우승 (2014)

김해시청
- K3리그 : 우승 (2020)

전남 드래곤즈
- 코리아컵 : 우승 (2021)

### 국가대표팀
대한민국 U-23
- 아시안 게임 : 동메달 (2010)

### 개인
- K3리그 베스트 11 : 2020
- 코리아컵 득점왕 : 2021 (4골)